# Yakuphasan, Çubuk
Yakuphasan là một xã thuộc huyện Çubuk, tỉnh Ankara, Thổ Nhĩ Kỳ. Dân số thời điểm năm 2011 là 114 người.